# 異期復孕
異期復孕（Superfetation）是人類、其它哺乳動物與少數魚類在懷孕期間，又再懷上另一個胎兒的罕見情況。以人類來說，異期復孕並不是自然現象。一般來說，人類女性懷孕後，人體便停止排卵、子宮內膜增厚，讓其它胚胎就不易著床。異期復孕就是理應難以著床的受精卵，卻成功著床，並發育成為胚胎。而如果是在同一月經週期內，發生異期復孕，則稱為同期異父復孕。
異期復孕據稱在某些動物身上是常見情況。以哺乳動物來說，通常只有雙子宮動物，或懷孕時仍會發情的動物，才可能出現異期復孕的情形。

## 其它動物
人類以外的動物，包括貓、囓齒目（包括小鼠與大鼠）、兔子、馬、羊、有袋動物（包括袋鼠和蜜袋鼯），甚至某些花鱂科魚類，都會出現異期復孕現象。

## 人類
雖然已有報告證實人類也會發生異期復孕，但科學家普遍認為這是不可能發生的事情。 有些科學家提出其它解釋，認為人類異期復孕，是雙胞胎因各種複雜的原因，如雙胎輸血綜合症，才導致兩個個體的增長差異。